# Tu, forse non essenzialmente tu
Tu, forse non essenzialmente tu è un singolo del cantautore italiano Rino Gaetano, pubblicato nel 1974 dalla It.

## Descrizione
Il testo del brano unisce elementi filosofici e fatti quotidiani: si possono trovare riferimenti alla concezione del tempo e alla sua inutilità "irreversibile", e nel contempo la narrazione di un sentimento, fatto di circostanze reali, concrete (la birra chiara e il Barone, storico bar romano frequentato dall'artista calabrese, e il bus «60 notturno»). Il sentimento è verso una persona con cui c'è amicizia, e non "vero amore": l'amore viene fuori infatti come un bisogno personale, come spiega il titolo. Questo strano sentimento sfocia in un momento di massima meditazione, in cui l'artista, aiutato da un cielo definito «confidenzialmente blu», cerca la propria anima, per una introspezione psicologica che risulterà molto ardua.
Il brano ha ricevuto svariate cover, fra cui quella di Nathalie inclusa nell'album tributo Dalla parte di Rino del 2011. Inoltre la canzone è spesso eseguita dal vivo dal duo Musica Nuda, in una versione contrabbasso e voce pertinentemente al loro sound, a volte aggiungendo il ritornello di What's up dei 4 Non Blondes.

## Tracce
7" – prima versione
1. Tu, forse non essenzialmente tu
2. E la vecchia salta con l'asta

7" – seconda versione
1. Tu, forse non essenzialmente tu
2. I tuoi occhi sono pieni di sale